# Trole 2
Trole 2 (ang. Troll 2) – amerykańsko-włoski horror komediowy z 1990 roku w reżyserii Claudio Fragasso. Zdjęcia kręcono w stanie Utah.

## Obsada
- Michael Stephenson – Joshua Waits
- George Hardy – Michael Waits
- Margo Prey – Diana Waits
- Connie McFarland – Holly Waits
- Darren Ewing – Arnold
- Robert Ormsby – Grandpa Seth
- Deborah Reed – Creedence Leonore Gielgud
- Jason Wright – Elliott Cooper

## Fabuła
Joshua Waits (Michael Stephenson) jest młodym chłopakiem, który wraz ze swoją rodziną wyjeżdża na wakacje do odludnego miasteczka o nazwie Nilbog. Za nimi podąża grupa znajomych jego siostry (Connie McFarland). Na miejscu okazuje się, że wszyscy mieszkańcy zachowują się dziwnie, a każdy ma odciśniętą na skórze koniczynę. Joshuę nawiedza duch jego dziadka (Robert Ormsby), który ostrzega chłopca przed goblinami. Nikt oprócz niego nie widzi zjawy, więc nie jest w stanie dostrzec niebezpieczeństwa. W końcu mieszkańcy Nilbog ujawniają swoją prawdziwą naturę. Zaczyna się walka o życie.